# Кубинский ворон
Кубинский ворон (лат. Corvus nasicus) — вид птиц из семейства врановых. Подвидов не выделяют.

## Описание
Ворон среднего размера (40—42 см). Клюв у него длинный, глубоко посаженный, с небольшой кривизной к концу, из-за чего его голова кажется довольно крупной. Носовые щетинистые перья развернуты вперед и вверх, что открывает ноздри, которые обычно скрыты у большинства представителей рода Corvus. Радужка глаза красно-коричневая. За глазом и у основания нижней челюсти есть участок голой серой кожи. Оперение полностью черное с тускло-фиолетовым блеском. Перья на голове, шее и теле серые у основания. Клюв и ноги черные.
Эти птицы очень социальные, чаще всего встречаются стаями.
Кубинский ворон — один из четырёх видов воронов, населяющих ключевые острова Карибского бассейна. Его близкими родственниками являются антильский ворон (C. leucognaphalis), ямайский ворон (C. jamaicensis), на которого он так же похож и внешне, пальмовый ворон (C. palmarum), который появился позже в эволюционном плане и более похож на представителей северо-американских видов, например рыбного ворона (C. ossifragus), родственником которого, предположительно, является.

## Среда обитания и распространение
Кубинский ворон обитает в лесах и лесистой местности, терпим к изменениям среды обитания, встречается в районах, очищенных под сельское хозяйство, часто встречается вокруг ферм и деревень, где неплохо адаптируется к жизни в относительно близком контакте с человеком.
Представителей этого вида можно встретить на Кубе и острове Хувентуд, а также на островах Теркс и Кайкос (Великобритания).

## Питание
Питается фруктами и насекомыми, но при возможности может потреблять человеческую пищу и отходы. Кормятся на деревьях, собираясь в большие шумные стаи, хотя также легко могут брать корм с земли, в случае если это зёрна или семена, оставленные без присмотра на поле.

## Гнездование
О повадках кубинских воронов пока немного информации, достоверно известно только то, что период гнездования начинается в апреле-мае, а свои гнезда они строят на высоких пальмовых деревьях.

## Голос
Голос кубинского ворона достаточно уникален и даже не похож на вороний. Начинается с булькающих звуков и доходит до довольно высоких звенящих звуков в разных сочетаниях. Также способен воспроизводить тонкий визжащий «aaaaaух».